# 東京ミュウミュウ オリジナルサウンドトラック
『東京ミュウミュウ オリジナルサウンドトラック』（とうきょうミュウミュウ オリジナルサウンドトラック）は、テレビアニメ『東京ミュウミュウ』のオリジナル・サウンドトラックシリーズ。2002年9月25日と2003年1月22日にティー ワイ エンタテインメントより発売されている。全2枚。

## Vol.1
『東京ミュウミュウ オリジナルサウンドトラック』は、テレビアニメ『東京ミュウミュウ』の1stオリジナル・サウンドトラック（NECA-30067）。
概要
収録されている29曲のうち、主題歌を除く全29曲は根岸貴幸が作曲を担当。また、オープニングテーマ『my sweet heart』とエンディングテーマ『恋はア・ラ・モード』両曲のTVサイズ・バージョンを初収録。5人のメイン・キャラクターのテーマ曲にも収録。
CDジャケットにはメイン・キャラクター5人の変身した姿が描かれている。
収録曲目
1. my sweet heart（TV Version） [1:33]
2. サブタイトルにゃん [0:09]
3. さわやかな朝 [1:53]
4. みんな おはよう！ [1:41]
5. うわぁ〜、遅刻するぅー [1:45]
6. みんなでお喋り [1:33]
7. あ〜、つかれた [1:47]
8. カフェミュウミュウへようこそ! [1:41]
9. 麗しのバレリーナ [2:08]
10. あこがれの青山くん [1:47]
11. 青山くん…大好き [2:05]
12. アイキャッチにゃん [0:09]
13. キッシュのたくらみ [1:37]
14. 不安な予感 [1:38]
15. エイリアンが現れた! [1:39]
16. 敵からの攻撃 [1:28]
17. ミュウイチゴのテーマ [0:46]
18. ミュウミントのテーマ [1:05]
19. ミュウレタスのテーマ [1:05]
20. ミュウプリンのテーマ [1:03]
21. ミュウザクロのテーマ [1:08]
22. 5人そろって、東京ミュウミュウ! [0:18]
23. 地球の未来にご 奉仕するにゃん [1:42]
24. ストロベリーチェック!! [0:27]
25. 回収! [0:10]
26. 今日も一日ごくろうさま [1:33]
27. また明日ね [2:13]
28. 次回予告にゃん [0:33]
29. 恋はア・ラ・モード（TV Version） [1:29]

## Vol.2
『東京ミュウミュウ オリジナルサウンドトラック Vol.2』は、テレビアニメ『東京ミュウミュウ』の2ndオリジナル・サウンドトラック（NECA-30078）。
概要
収録されている31曲のうち、主題歌を除く全27曲は根岸貴幸が作曲を担当。また、オープニングテーマ『my sweet heart』とエンディングテーマ『恋はア・ラ・モード』両曲のTVサイズ・バージョンを再び収録。小松里賀の歌う挿入歌「グライダー」のピアノバージョンも収録。
CDジャケットにはメイン・キャラクター5人のカフェミュウミュウでの姿が描かれている。
収録曲目
1. my sweet heart（TV Version） [1:32]
2. サブタイトルにゃん #2 [0:09]
3. 平和な昼下がり [1:42]
4. 優雅なティータイム [1:21]
5. 今日も楽しいカフェミュウミュウ [2:03]
6. またもや大失敗 [1:34]
7. 恋する乙女 [1:47]
8. 切ない想い [1:47]
9. 悲しい出来事 [1:34]
10. 伝わらない気持ち [2:06]
11. 優しさの力 [1:53]
12. シリアス [1:40]
13. レッドデータアニマルズの力をかりて [1:30]
14. 神秘のミュウアクア [2:18]
15. アイキャッチにゃん #2 [0:07]
16. 手がかりを探せ! [1:39]
17. ダークブルーの指令 [1:34]
18. キッシュ現る [1:46]
19. キメラアニマ出現 [1:34]
20. 蒼の騎士見参!! [1:05]
21. 東京ミュウミュウ メタモルフォーゼ!! [0:42]
22. 戦闘開始 [1:34]
23. 苦戦 [1:52]
24. 悲しみを乗り越え、聖なる力を… [2:12]
25. グライダー（ピアノバージョン） [2:10]
26. 有利な戦い [2:03]
27. ストロベリーサプライズ!! [0:27]
28. 回収! #2 [0:13]
29. 夕焼け [2:18]
30. 次回予告にゃん [0:32]
31. 恋はア・ラ・モード（TV Version） [1:28]